# Anton Stepanovič Arenskij
Anton Stepanovič Arenskij (in russo Антон Степанович Аренский?; Velikij Novgorod, 12 luglio 1861 – Perkjärvi, 25 febbraio 1906) è stato un compositore e pianista russo.

## Biografia
Arenskij nacque a Velikij Novgorod, in Russia, nel 1861. Fin da piccolo dimostrò grande attitudine alla musica, componendo le sue prime canzoni all'età di 9 anni, sotto la guida dei genitori, musicisti dilettanti. All'età di 18 anni si trasferì con i genitori a San Pietroburgo per poter frequentare il conservatorio e le lezioni di composizione di Nikolaj Rimskij-Korsakov. Diplomatosi nel 1882 con la medaglia d'oro, ottenne la cattedra di armonia e contrappunto presso il conservatorio di Mosca dove ebbe fra i suoi  allievi Aleksandr Skrjabin, Sergej Rachmaninov, Aleksandr Grečaninov, Reinhold Glière, Aleksandr Gedike, Nikolaj Metner, Paul Juon e Aleksandr Gol'denvejzer. A questo periodo risalgono le sue prime e più importanti composizioni: due sinfonie, un concerto per pianoforte e l'opera Un sogno sul Volga. Nel 1891, all'età di 30 anni, Arenskij pubblicò il suo concerto per violino Op. 54 (un capolavoro oggi inspiegabilmente negletto). Su invito di Milij Balakirev lasciò l'insegnamento nel 1895 per diventare direttore della Cappella di canto della Corte Imperiale, posto che mantenne fino al 1901, quando diede le dimissioni per dedicarsi alla direzione di cori ed orchestre, all'insegnamento privato ed al concertismo, diminuendo la sua attività di compositore e – scrive  Rimskij-Korsakov – lasciandosi andare ad una vita poco salutare e dissoluta. Morì di tubercolosi a Perkjärvi, una cittadina dell'allora Granducato di Finlandia, non distante da San Pietroburgo.

## Le opere
Arenskij studiò molto il romanticismo musicale tedesco e fu influenzato in gioventù dalle composizioni di Rimskij-Korsakov, in seguito da quelle di Čajkovskij. Il suo ruolo nel panorama musicale russo quindi non fu dovuto principalmente all'influenza che ebbe sulle future composizioni dei suoi celebri allievi. Le sue opere infatti erano caratterizzate da una grande efficacia se costituite da piccoli brani di breve durata o per piccoli organici, specialmente nella musica da camera; è stata diffusa l'idea che erano invece deboli e senza sapore se modellate sull'orchestra sinfonica o sull'opera lirica. Massimo Mila definì il suo stile come "pittoresco manierismo salottiero".

### Composizioni
Arenskij è particolarmente conosciuto per le sue Variazioni su un tema di Čajkovskij per orchestra d'archi (1894) e per il Trio per pianoforte n. 1 in re minore (1894). Fra le altre sue opere, registrate solo di recente ci sono: un  concerto per pianoforte (1881), due sinfonie (1883 e 1889), un concerto per violino (1891), due quartetti d'archi e diverse suite per pianoforte solo o per due pianoforti. Particolarmente apprezzata è la suite n. 2, Silhouettes (1892), in cinque movimenti, che era molto amata da Lev Tolstoj, e che ricorda il Carnaval, op. 9 di Robert Schumann.